# Yorói haleső
A yorói haleső egy rendszeresen előforduló különleges természeti jelenség a hondurasi Yoro megye különböző részein, amelynek során nagy mennyiségű, akár több ezer kisebb hal jelenik meg „partra vetve” egy-egy kisebb térségben: a helyiek szerint az égből hullanak. A haleső többnyire az esős évszak kezdetén, a májustól júliusig tartó időszakban fordul elő, de volt már rá példa szeptemberben is.
Korábban, a 20. század végéig például El Pantano, Las Colinas és Las Brisas térségében szokott előfordulni, de 1997 óta inkább a megye belső területein, például El Medio környékén tapasztalták. Ritka, hogy két egymást követő évben éppen ugyanazon a helyen történjen meg. Az utcára kerülő halakat a helyiek, főként a gyerekek előszeretettel gyűjtik össze.

## Magyarázat és legenda
A jelenség pontos tudományos magyarázata egyelőre nem ismert. Van olyan feltételezés, amely szerint hatalmas, tornádószerű víztölcsérek szállíthatják a halakat az Atlanti-óceánból, bár ez a nagy távolság (kb. 200 km) miatt nehezen elképzelhető. Egy másik, az 1970-es években megjelent elképzelés szerint ezek a halak nem is az égből hullanak, hanem földalatti patakokból mosódnak ki az özönvízszerű esőzések alkalmával. Ezt a magyarázatot erősíti az a tény, hogy a halak vakok, tehát gyanítható, hogy tényleg a föld alatt élnek.
Egy legenda is kapcsolódik a halesőhöz: eszerint egy spanyol származású pap, név szerint Manuel de Jesús Subirana, aki 1856 és 1864 között a térségben élt, három napon és három éjjelen át imádkozott, hogy az isten valamilyen csodával segítse meg az itt élő éhező embereket, és ennek eredményeként jelentkezett a haleső.